# Edward Tuckerman
Edward Tuckerman est un botaniste américain, né le 7 décembre 1817 à Boston et mort le 15 mars 1886 à Amherst (Massachusetts).

## Biographie
Il est le fils aîné d’un négociant de Boston. Il obtient son Bachelor of Arts à l’Union College en 1837. Il poursuit des études de droit à l’Harvard College en 1839 et obtient un Master of Arts à l’Union College en 1843. Souhaitant obtenir un titre universitaire d’Harvard, il y entre en 1846 et obtient un Bachelor of Arts. Il complète ses études à l’Harvard Divinity School en 1852.
Il se marie en 1854 et devient maître-assistant en histoire au Amherst College où il obtient un poste rémunéré de professeur de botanique en 1858, fonction qu’il occupe jusqu’à sa mort. Tuckerman devient membre de la National Academy of Sciences en 1868. Il meurt des suites de complication d’une urémie.
Tuckerman se spécialise sur l’étude des lichens et publie notamment An enumeration of North American Lichenes (J. Owen, Cambridge, 1845), A synopsis of the lichenes of New England, the other northern states, and British America (G. Nichols, Cambridge, 1848), Genera lichenum : an arrangement of the North American lichens (E. Nelson, Amherst, 1872), A catalogue of plants growing without cultivation within thirty miles of Amherst college (E. Nelson, Amherst, 1875), Synopsis of the North American lichens (S. E. Cassino, Boston, 1882). Il prospecte activement sur le Mont Washington (New Hampshire) et l'une de ses vallées lui a été consacrée par un toponyme.